# Dakaria vaginata
Dakaria vaginata är en mossdjursart som beskrevs av Canu och Bassler 1928. Dakaria vaginata ingår i släktet Dakaria och familjen Watersiporidae. Inga underarter finns listade i Catalogue of Life.